# Hurufisme

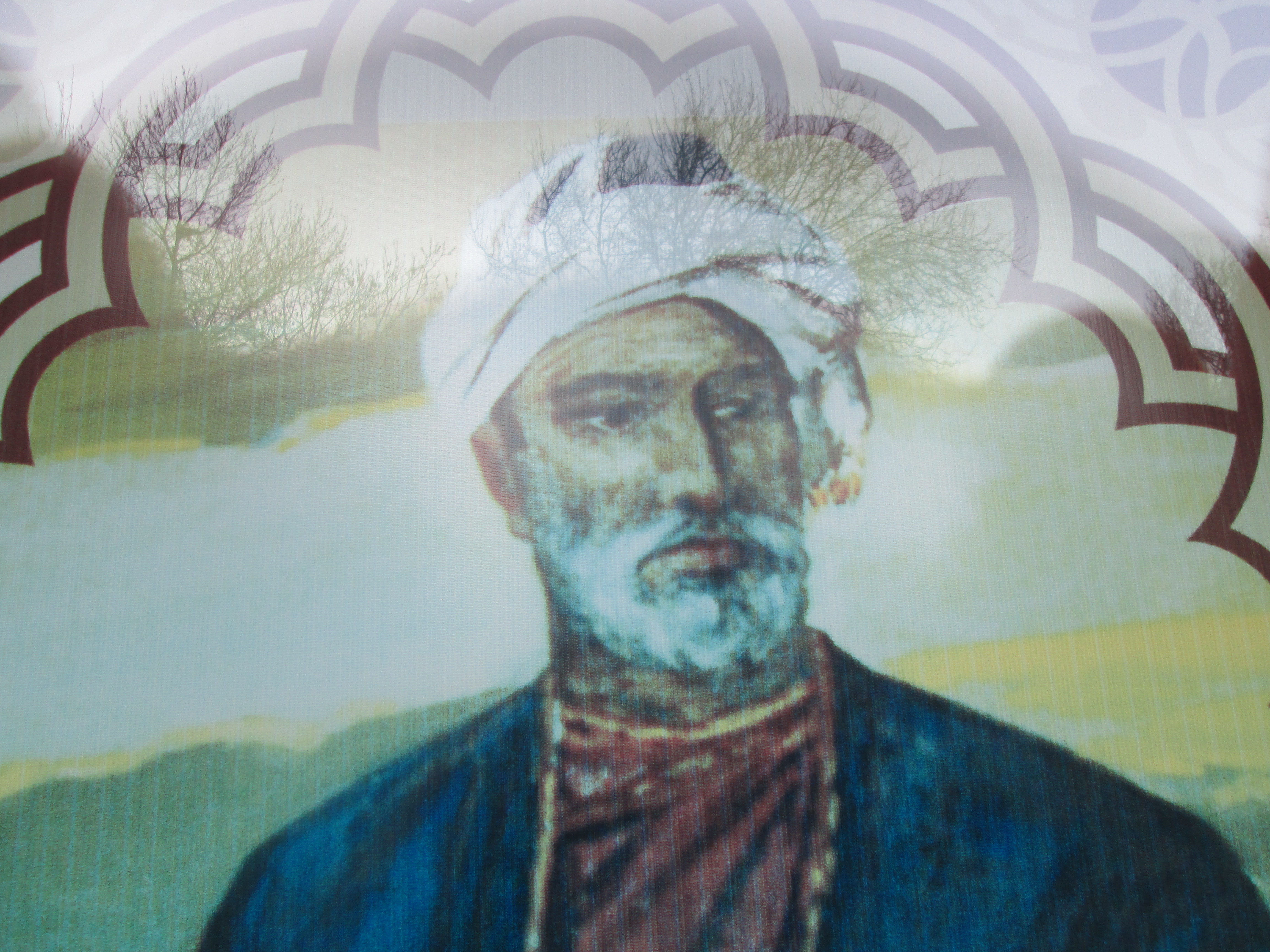

Le hurufisme — prononciation: houroufisme arabe : حُرُوفيَّة (ḥurūfīya) — est un courant chiite soufi et panthéiste dû au philosophe persan Fazlallah Astarabadi (1340-1394). Il apparaît en Azerbaïdjan à la fin du XIVe siècle. Son nom vient de l'arabe : حُروف (hurûf, caractère, lettre). Il cherche essentiellement à développer des interprétations numérologiques des lettres de l'alphabet perso-arabe et à les corréler avec la forme humaine, en particulier le visage. Si ce courant a été relativement éphémère en Perse, il a connu un développement important en Anatolie et dans les Balkans, principalement par le biais de l'ordre Bektâchi.   

## Éléments d'histoire
Fazlallah Astarabadi (connu aussi sous le nom de Naimi), expose la théorie du hurufisme dans son principal ouvrage, le Djâvîdân Nâmah, (« Livre de l’Éternité »), qui est en fait le texte fondateur de ce courant. Le hurufisme divinise les nombres et les lettres de l'alphabet arabo-persan et leur signification numérique, ainsi que les associations de lettres qui forment les mots. Selon cette doctrine, les lettres sont au principe de l’Univers, et elles manifestent l'essence de Dieu dans les traits du visage humain. 
Naimi se voyait lui-même comme le lieu de manifestation (maẓhar) de la totalité des éléments constituant le métalangage divin. Dès lors, sa mission consistait à préparer l’humanité à la manifestation imminente de la parole divine dans le monde, la manifestation qui marquera la fin des temps — d’où l’orientation apocalyptique de son enseignement.
À la fin de ce XIVe siècle, les hurufistes constituent à Bakou une société secrète dont le jeune poète Imadeddine Nassimi (m. 1417) semble avoir fait partie. En 1394, Fazlallah est décapité par Miran Shah, fils de Tamerlan, au Nakhitchevan.
Après la mort de Fazlallah, un nouveau rite se crée autour de sa tombe qui remplace désormais pour ses disciples La Mecque comme direction de la prière et lieu du pèlerinage. La communauté se disperse et se divise en plusieurs branches, dont l’activité sociale et politique s’éteint vers le milieu du XVe siècle. L’influence spirituelle et intellectuelle du hurufisme se propage cependant sur un vaste territoire incluant l’Iran, l’Inde et l’Empire ottoman, et se perpétue jusqu’à nos jours[réf. nécessaire].

### Textes
- Clément Huart, Textes persans relatifs à la secte des Houroûfîs, suivi de Essai sur la religion des Houroûfis par Riza Tevfiq, Leiden, Brill, 1909, 344 p. (lire en ligne)

#### Articles en turc
- Fazlullah Esterâbâdî, Câvidannâme; Dürr-i Yetim İsimli Tercümesi, haz. Fatih Usluer, İstanbul, Kabalci Yayınevi, 2012.
- Abdülbâki Gölpınarlı (Ed.), Hurûfilik Metinleri Kataloğu, XII. Dizi- Sa. 6a TTK, 1989.
- Fatih Usluer, Hurufilik, İstanbul, Kabalcı Yayınevi, 2009.
- Fatih Usluer, « Hurûfî Metinleri ile İlgili Bazı Notlar », Ege Üniversitesi Türk Dili ve Edebiyatı Araştırmaları Dergisi, S. 13, no. 1, Ocak, p. 211-235.
- Fatih Usluer, « Misâlî'nin Miftâhu'l Gayb'ı Metin ve Açıklama », Turkish Studies, Vol. 2/2, Spring, www.turkishstudies.net, p. 697-722.
- Fatih Usluer, « Aşk Mesnevilerinde Cinsellik Mazmunları », Turkish Studies, Vol. 2/4, Fall, p. 795-822.
- Fatih Usluer, « Nesîmî Şiirlerinin Şerhlerinde Yapılan Yanlışlıklar », Turkish Studies, Vol. 4/2,Winter, p. 1072-1091. « http://www.turkishstudies.net/sayilar/sayi15/44usluerfatih.pdf »(Archive.org • Wikiwix • Archive.is • Google • Que faire ?)
- Fatih Usluer, « Mir Fâzılî'nin Taksîm-i Salât u Evkât'ının Şerhi », Hacı Bektaş Veli Dergisi, Vol. 50, p. 145-222. « http://www.hbektasveli.gazi.edu.tr/dergi_dosyalar/50-145-222.pdf »(Archive.org • Wikiwix • Archive.is • Google • Que faire ?)
- Fatih Usluer, "Hurûfî Şifreleri", Journal of Turkish Studies, Vol. 33/II, p. 201-219.
- Fatih Usluer, "Hurufilikte On İki İmam", Turkish Studies, Vol. 5/1, Winter, ss. 1361-1389. http://turkishstudies.net/Makaleler/1853461331_62usluerfatih.pdf
- Fatih Usluer, « Feyznâme-i Misâlî Neşirleri », Hacı Bektaş Veli Dergisi, Volume 56, . 299-323.
- Fatih Usluer, « Hurufilikte Rüya Tabirleri », Milli Folklor, Vol. 90, p. 134-146.